# Departamento de Transporte de Misuri
El Departamento de Transporte de Misuri (en inglés: Missouri Department of Transportation, MoDOT) es la agencia estatal gubernamental encargada en la construcción y mantenimiento de toda la infraestructura ferroviaria, carreteras estatales; así como sus federales, locales e interestatales, y transporte aéreo del estado de Misuri. La sede de la agencia se encuentra ubicada en Jefferson City, Misuri y su actual director es Kevin Keith.